# 제36회 서울독립영화제
제36회 서울독립영화제는 2010년 12월 9일에 열린 시상식이다.

## 수상 및 후보

### 대상
- 오월愛 - 김태일 수상

### 최우수작품상
- 혜화,동 - 민용근 수상

### 우수작품상
- 수학여행 - 김희진 수상

### 코닥상
- 혜화,동 - 민용근 수상

### 열혈스태프상
- 껍데기 - 강상협 수상

### 독립스타상- 배우부문
- 혜화,동 - 유다인 수상

### 독불장군상
- 아이들 - 류미례 수상

### 관객상
- 보민이 - 김방현 수상

### 심사위원특별언급
- 아이들 - 류미례 수상
- 척추측만 - 조현철 수상

### 경쟁부문 - 단편
- Line - 박형익 외 1명
- 일상적인 삶 - 김준
- 검은 다리 밑에서 - 우연식
- 물처럼 느린 시간들 - 신정철
- 운전수업 - 최재영
- 살중의 살 - 이원우
- 시크릿 가든 - 임철민
- 눈이 오르고 밥이 익는다 - 유최늘샘
- 별들의 고향 - 정윤석
- 죽은 개를 찾아서 - 김숙현
- 이마고데이 - 조윤철
- 호박꽃 - 김은정
- 자네 부인이 건강하길 바라네 - 정미나
- 단풍맞이 단합대회 - 오창민
- 안과 밖 - 장은주
- 암초가 있는 곳 - 이상일
- 경주여행 - 김지현
- 유숙자 - 엄태화
- 백년해로외전 - 강진아
- 수학여행 - 김희진
- 저주의 기간 - 허정
- 아버지의 이름으로 - 손종규
- In the cold cold night 03_repeat mark - 기채생
- 서부영화 - 이형석
- 은진 - 변병준
- 껍데기 - 심봉건
- 민원인 - 태소정
- 척추측만 - 조현철
- 사랑은 100℃ - 김조광수
- 보민이 - 김방현
- mistranslation - 김보형
- 오월을, 찾다 - 김태일
- 시설장애인의 역습 - 박종필

### 경쟁부문 - 장편
- 혜화, 동 - 민용근
- 평범한 날들 - 이난
- 휴일 - 김진무
- 방독피 - 김곡
- 나각소나타 - 김지영
- 잔인한 계절 - 박배일
- 오월愛 - 김태일
- 용산 남일당이야기 - 오두희
- 아이들 - 류미례
- 보라 - 이강현
- 용산 - 문정현

### 특별초청
- 강은 강처럼 흐르게 하라 - 박채은
- 누군가의 직선에 대해 묻다 - 이승훈
- 당신의 양심을 두드리는 맹꽁이 - 박지선
- 하늘정원에서의 일주일 - 권용협
- 강의 진실 - 문정현
- 저수지의 개들 - 최진성

### 국내초청
- 도약선생 - 윤성호
- 무산일기 - 박정범
- 청계천 메들리 - 박경근
- 자가당착: 시대정신과 현실참여 - 김선
- 시선 너머 - 김대승 외 4명
- 두만강 - 장률
- 뽕똘 - 오멸
- 야만의 무기 - 이강길
- 종로의 기적 - 이혁상
- 첫사랑-1989, 수미다의 기억 - 박정숙
- 범준이 - 정경환
- 템비의 일기 - 김지수
- 바람의 노래 - 김종관
- 한여인 - 이지상